# Средневековый климатический оптимум

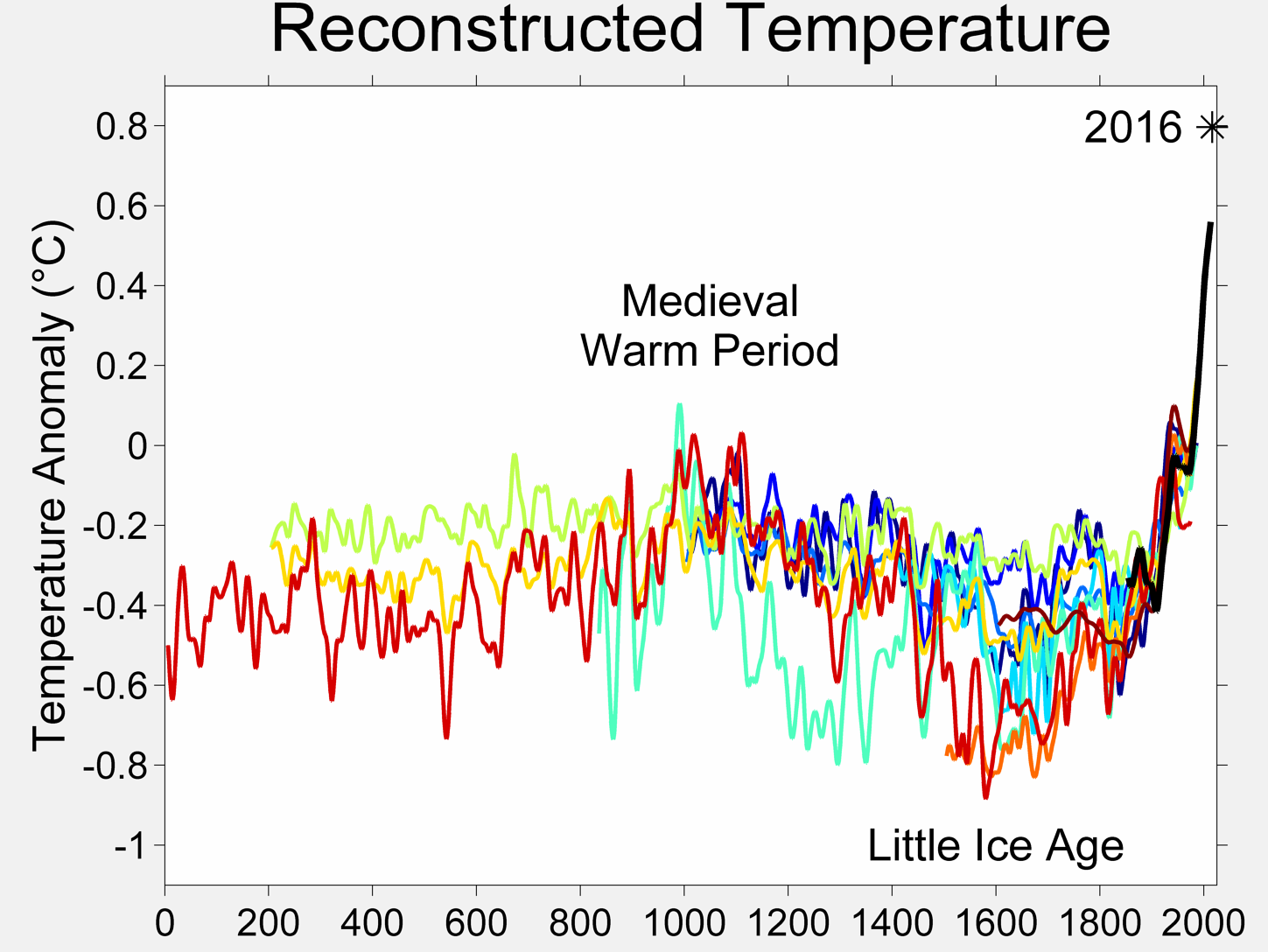
История среднестатистических температурных отклонений последних 2000 лет

Средневековый климатический оптимум (также встречается название Средневековый тёплый период 950—1250 гг) — эпоха относительно тёплого климата в северном полушарии в X—XIII веках, последовавшая за климатическим пессимумом эпохи Великого переселения народов и предшествовавшая так называемому малому ледниковому периоду XIV—XVIII веков. Эпоха характеризовалась мягкими зимами, сравнительно тёплой и ровной погодой. На интервал средневекового климатического оптимума приходится основание скандинавских поселений в Гренландии, а также рост городов в Северо-Восточной Руси.

## Причины

Реконструкция температур по ледникам Центральной Гренландии

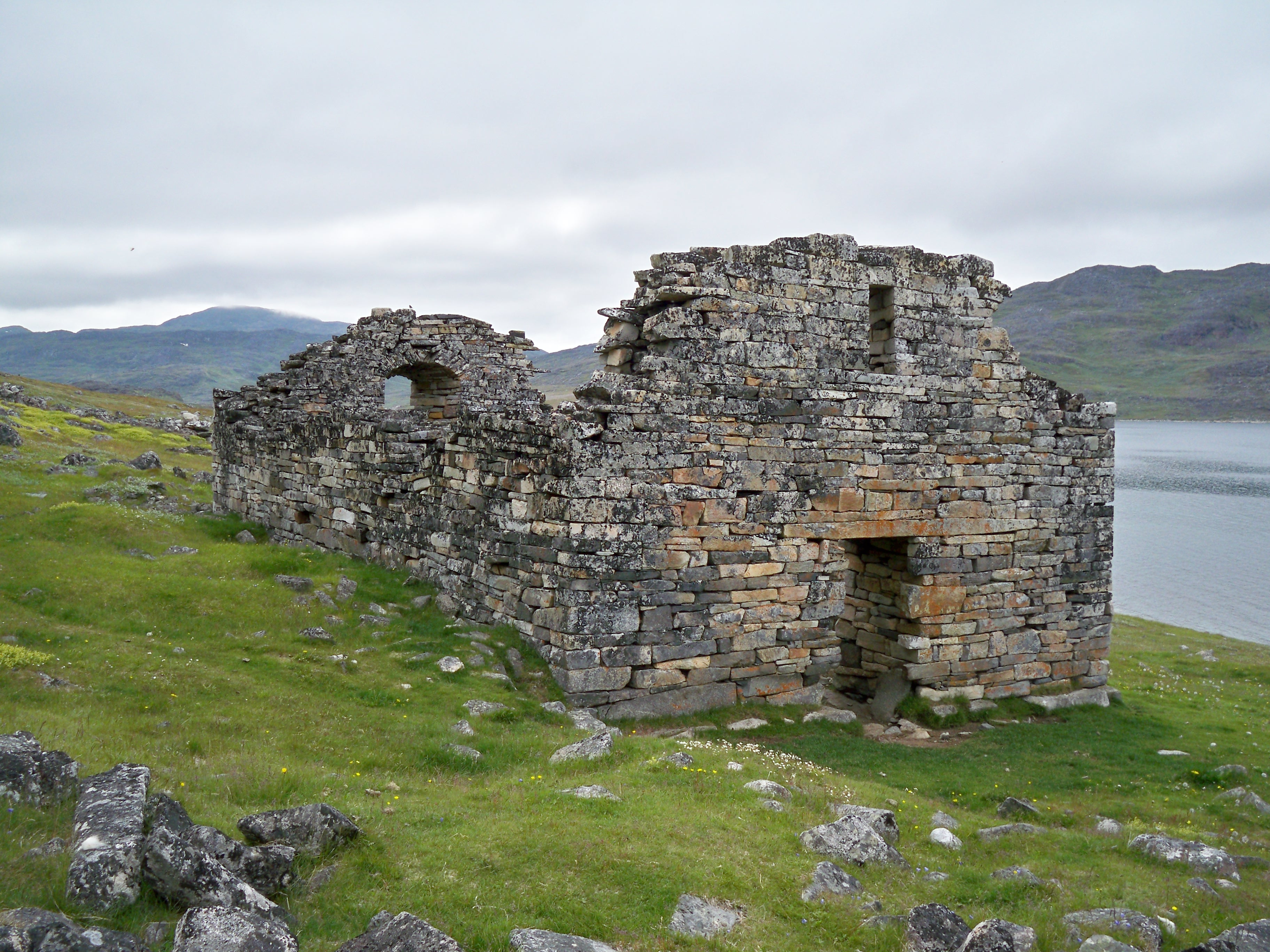
Последним письменно задокументированным событием из истории скандинавских гренландцев является свадьба, проведённая в 1408 году в церкви в Хвальсее (хотя сама запись об этом сделана позже в Исландии), которая в настоящее время представляет собой наиболее сохранившиеся руины скандинавских построек.

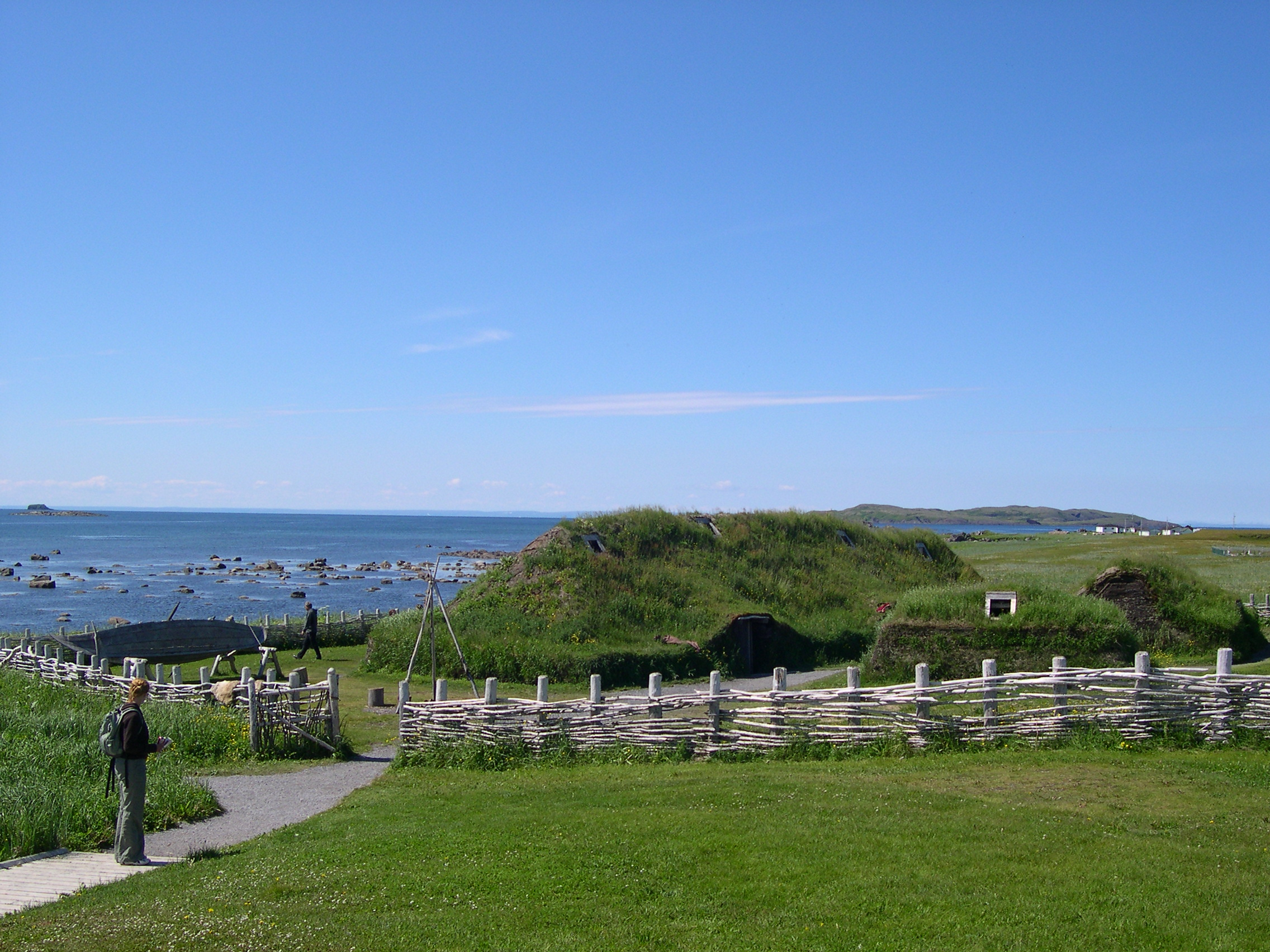
Л’Анс-о-Медоуз, Ньюфаундленд, сегодня, с реконструкцией поселения викингов.

В качестве возможных причин средневекового тёплого периода учёные называют повышенную солнечную активность, а также относительно редкие извержения вулканов. Последнее обстоятельство обусловливает меньшее количество аэрозолей в атмосфере, фильтрующих солнечный свет и способствующих охлаждению (см. вулканическая зима).
Согласно другой гипотезе, климатический оптимум стал результатом периодических колебаний интенсивности Гольфстрима, связанных с изменением солёности океанской воды, которая в свою очередь зависит от изменений объёмов ледников.

## Северная Атлантика

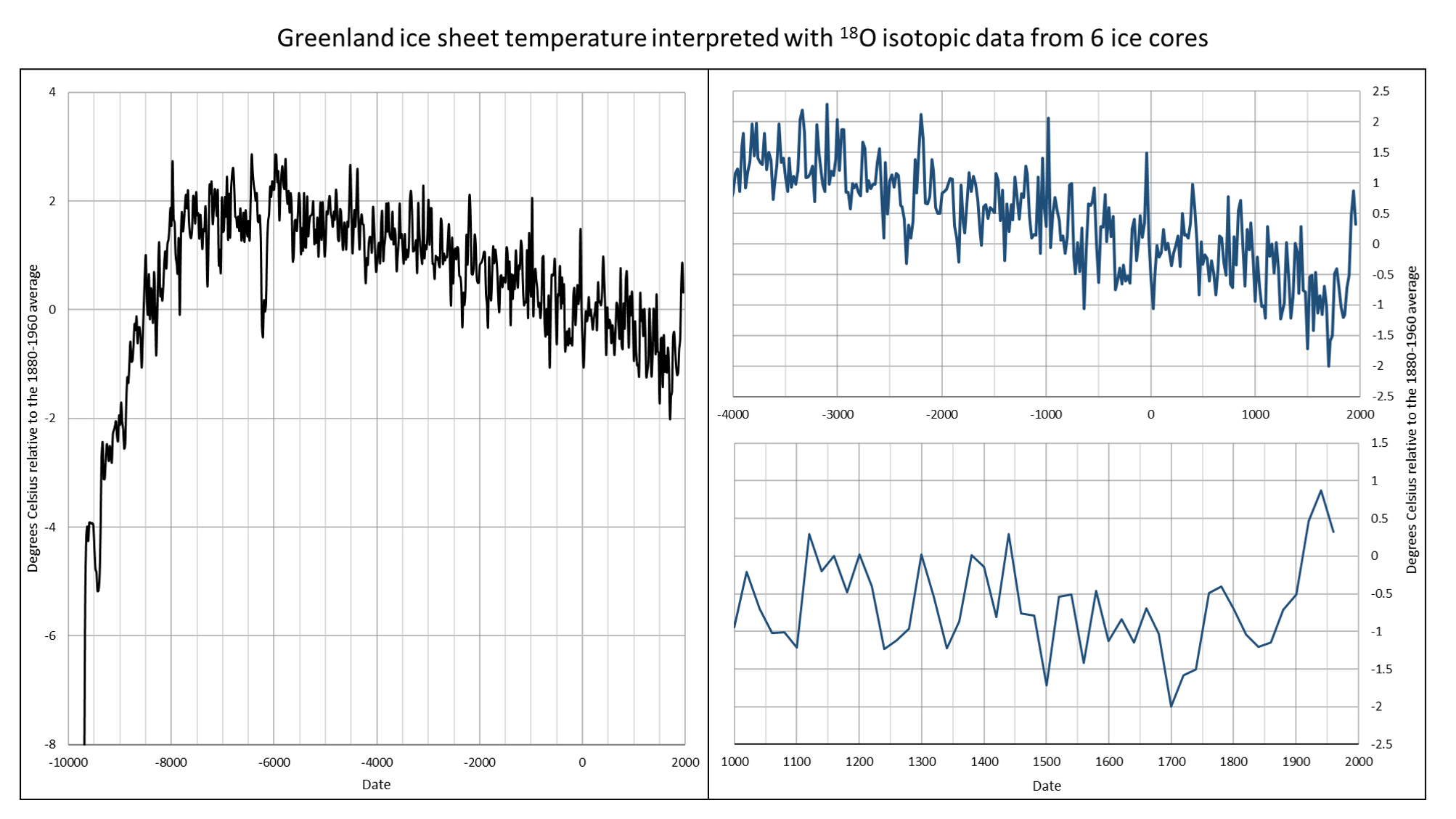
Температура ледяного покрова Гренландии, рассчитанная с помощью изотопа 18O по 6 ледяным кернам (Винтер, Б. и др., 2009). Набор данных охватывает период с 9690 до н. э. по 1970 н. э. и имеет разрешение около 20 лет. Это означает, что каждая точка данных представляет собой среднюю температуру за последние 20 лет.

Исследование, проведённое в 1996 году Ллойдом Д. Кейгвином с использованием радиоуглеродного датирования кернов из морских отложений в Саргассовом море, показало, что температура поверхности моря была примерно на 1 °C ниже примерно 400 лет назад, во время малого ледникового периода, и 1700 лет назад, а также примерно на 1 °C) выше 1000 лет назад, во время большого ледникового периода
Используя образцы отложений из Пуэрто-Рико, побережья Мексиканского залива и Атлантического побережья от Флориды до Новой Англии, Манн и др. обнаружили убедительные доказательства пика активности североатлантических тропических циклонов во время тёплого средневековья, за которым последовало последующее снижение активности.

### Исландия
Исландия была впервые заселена примерно между 865 и 930 годами, в то время, которое считалось достаточно тёплым для парусного судоходства и сельского хозяйства. Путём извлечения и изотопного анализа морских кернов, а также изучения моделей роста моллюсков из Исландии, Паттерсон и др. реконструировали стабильную изотопную запись кислорода (δ18 O) и углерода (δ13 C) с десятилетним разрешением от римского тёплого периода до средневекового тёплого и малого ледникового периодов. Паттерсон и др. пришли к выводу, что летняя температура оставалась высокой, но зимняя температура снизилась после первоначального заселения Исландии.

### Гренландия
Исследование Манна и др. показало, что в период тёплого средневековья в южной части Гренландии и в некоторых регионах Северной Америки температура превышала уровень 1961—1990 годов. В некоторых регионах температура превышала показатели 1990—2010 годов. Большая часть Северного полушария показала значительное похолодание во время малого ледникого периода, которое исследование определяет как период с 1400 по 1700 год, но Лабрадор и изолированные части Соединённых Штатов оказались примерно такими же тёплыми, как и в период 1961—1990 годов. Данные о зимних изотопах кислорода в Гренландии, полученные во время тёплого средневековья, демонстрируют сильную корреляцию с Североатлантическим колебанием.

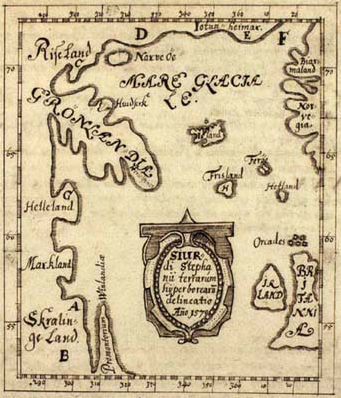
Копия карты Скалхольта 1570 года 1690 года, основанная на документальных сведениях о более ранних скандинавских поселениях в Америке.

Норвежская колонизация Северной и Южной Америки была связана с более тёплыми периодами. Распространённая теория заключается в том, что скандинавы воспользовались свободными ото льда морями, чтобы колонизировать районы в Гренландии и других отдалённых землях крайнего севера. Тем не менее, исследование Колумбийского университета предполагает, что Гренландия не была колонизирована в более тёплую погоду, но эффект потепления на самом деле длился очень недолго. Около 1000 года н. э. климат был достаточно тёплым, чтобы викинги смогли отправиться на Ньюфаундленд и основать там недолговечный форпост.
Примерно в 985 году викинги основали Восточное и Западное поселения недалеко от южной оконечности Гренландии. На ранних этапах существования колонии они разводили крупный рогатый скот, овец и коз, а около четверти их рациона составляли морепродукты. После того как примерно в 1250 году климат стал более холодным и ветреным, их рацион постепенно сместился в сторону морепродуктов. Примерно к 1300 году охота на тюленей обеспечивала более трёх четвертей их рациона.
К 1350 году спрос на их экспортные товары снизился, и торговля с Европой прекратилась. Последний документ, относящийся к поселениям, датируется 1412 годом, и в последующие десятилетия оставшиеся европейцы, по-видимому, постепенно покидали страну, что было вызвано в основном экономическими факторами, такими как увеличение количества ферм в скандинавских странах.

### Европа
Существенное отступление ледников в Южной Европе произошло во время средневекого тёплого периода. В то время как несколько небольших ледников испытали полное таяние ледников, более крупные ледники в регионе выжили и теперь дают представление об истории климата региона. В дополнение к таянию ледников, вызванному потеплением, осадочные данные свидетельствуют о периоде повышенного наводнения, совпадающем с тёплым средневековьем, в Восточной Европе, что объясняется увеличением осадков из положительной фазы Североатлантического колебания. Другие последствия изменения климата могут быть менее очевидными, например, изменение ландшафта. Перед тёплым средневековьем прибрежный регион на западе Сардинии был покинут римлянами. Прибрежная зона смогла значительно расшириться в сторону лагуны без влияния человеческого населения и высокой растительности во время малого ледникового периода. Когда люди вернулись в этот регион, они обнаружили, что земля изменилась из-за изменения климата, и им пришлось заново отстраивать порты. В Центральном Иберийском хребте наблюдалась повышенная продуктивность озёр и эрозия почвы, а также частые интенсивные паводки.

## Другие континенты

### Северная Америка
В Чесапикском заливе (ныне в штатах Мэриленд и Вирджиния, США) исследователи обнаружили большие температурные колебания (изменения от средней температуры того времени) во время оптимума (около 950—1250) и Малого ледникового периода (около 1400—1700, с холодными периодами, сохраняющимися до начала XX века), которые, возможно, связаны с изменениями в силе термохалинной циркуляции в Северной Атлантике. Осадочные породы в болоте Пирмонт в нижней части долины Гудзона показывают сухость средневекового тёплого периода от 800 до 1300. В болоте реки Гаммок в Коннектикуте солончаки простираются на 15 километров дальше на запад, чем в настоящее время, из-за более высокого уровня моря.
Продолжительные засухи затронули многие районы современной западной части Соединённых Штатов, особенно восточную Калифорнию и запад Большого Бассейна. Аляска пережила три интервала сопоставимого потепления: 1-300, 850—1200 и с 1800 года. Знания о средневековом тёплом периоде в Северной Америке оказались полезными для определения периодов заселения некоторых мест обитания коренных американцев, особенно в засушливых частях западной части Соединённых Штатов. Засушливость была более распространена на юго-востоке Соединённых Штатов во время средневекового тёплого периода, чем в следующем малом ледниковом, но лишь незначительно; Эта разница может быть статистически незначимой. Засухи средневекового тёплого периода могли повлиять на поселения коренных американцев также в восточной части Соединённых Штатов, например, в Кахокии. Обзор более поздних археологических исследований показывает, что по мере расширения поиска признаков необычных культурных изменений, некоторые из ранних моделей (такие как насилие и проблемы со здоровьем) оказались более сложными и регионально разнообразными, чем считалось ранее. Другие закономерности, такие как разрушение поселений, ухудшение торговли на дальние расстояния и перемещение населения, получили дальнейшее подтверждение.

### Африка
Климат в экваториальной восточной части Африки чередовался между более сухим, чем сегодня, и относительно влажным. Климат был более сухим во время малого ледникового периода (1000—1270 годы). Изотопный анализ костей жителей Канарских островов во время перехода от малого ледникового периода к большому ледниковому периоду показал, что в этом регионе температура воздуха снизилась на 5 °C . За этот период рацион питания жителей существенно не изменился, что говорит о том, что они были удивительно устойчивы к изменению климата.

### Антарктида
Начало малого ледникового в Южном океане отставало от начала малого ледникового в Северной Атлантике примерно на 150 лет. Осадочный керн из восточной части бассейна Брансфилд на Антарктическом полуострове сохраняет климатические явления как из малого ледникового, так и из средневекового тёплого периода. Авторы отмечают: "Поздние голоценовые записи ясно идентифицируют Нео гляциальные события малого ледникового и средневекового тёплого периода. Некоторые регионы Антарктики были нетипично холодными, но другие были нетипично тёплыми между 1000—1200 годами.

### Тихий океан
Кораллы в тропической части Тихого океана свидетельствуют о том, что в начале тысячелетия могли сохраняться относительно прохладные и сухие условия, что согласуется с конфигурацией Ла-Нинья в рамках Эль-Ниньо-Южного колебания.
В 2013 году в журнале Science было опубликовано исследование, проведённое тремя американскими университетами, которое показало, что температура воды в Тихом океане во время тёплого средневекого оптимума была на 0,9 °C выше, чем во время малого ледникого периода, и на 0,65 °C выше, чем за несколько десятилетий до начала исследования.

### Южная Америка
средневековый оптимум был отмечен в Чили в 1500-летнем керне донных отложений озера, а также в Восточных Кордильерах Эквадора.
Реконструкция, основанная на ледяных кернах, показала, что Средневековый тёплый период можно было различить в тропической Южной Америке примерно с 1050 по 1300 год, а в 15 веке за ним последовало малое оледенение. Пиковые температуры не поднялись до уровня конца 20-го века, которые были беспрецедентными в этом районе за период исследования в 1600 лет.

### Восточная Азия
Ге и др. изучали температуру в Китае за последние 2000 лет и обнаружили высокую степень неопределённости до XVI века, но хорошую согласованность за последние 500 лет, на что указывают два холодных периода: 1620—1710-е и 1800—1860-е годы, а также потепление в XX веке. Они также обнаружили, что потепление с X по XIV век в некоторых регионах могло быть сопоставимо по масштабу с потеплением последних десятилетий XX века, которое было беспрецедентным за последние 500 лет. В целом, в Китае был выявлен период потепления, совпадающий с Малым ледниковым периодом, с использованием многомерных данных о температуре. Однако потепление в Китае было неравномерным. Значительное изменение температуры от тёплого средневековья к малому ледниковому было обнаружено на северо-востоке и в центральной части восточного Китая, но не на северо-западе Китая и Тибетском нагорье. Во время тёплого средневековья летний муссон в Восточной Азии был самым сильным за последнее тысячелетие и был очень чувствителен к южному колебанию Эль-Ниньо. Пустыня Му-Ус свидетельствует о повышении влажности в тёплом средневековье. Образцы торфа с торфяников на юго-востоке Китая свидетельствуют о том, что изменения в EASM и ЭНСО привели к увеличению количества осадков в регионе во время тёплого средневековья. Однако на других участках на юге Китая во время тёплого средневековья наблюдалось высыхание, а не увлажнение, что свидетельствует о том, что влияние тёплого средневековья было крайне неоднородным в пространстве. Данные моделирования показывают, что интенсивность муссонов во время тёплого средневековья была низкой в начале лета, но очень высокой в конце лета.
На Дальнем Востоке России в континентальных регионах во время тёплого средневековья происходили сильные наводнения, в то время как на близлежащих островах выпадало меньше осадков, что привело к сокращению площади торфяников. Данные о пыльце из этого региона указывают на распространение растительности с тёплым климатом, при этом увеличивается количество широколиственных и уменьшается количество хвойных лесов.
Адхикари и Кумон (2001), исследуя отложения в озере Накацуна в центральной части Японии, обнаружили тёплый период с 900 по 1200 год, который соответствовал тёплому периоду, и три холодные фазы, две из которых могли быть связаны с малым ледниковым Другие исследования, проведённые на северо-востоке Японии, показали, что с 750 по 1200 год был один тёплый и влажный период, а с 1 по 750 год и с 1200 года по настоящее время — два холодных и сухих периода.

### Южная Азия
Индийский летний муссон также усилился во время тёплого периода из-за изменений температуры, связанных с Атлантическим мультидекадным колебанием, что привело к увеличению количества осадков в Индии. Данные о растительности в Лахауле в Химачал-Прадеше подтверждают тёплый и влажный тёплый период от 1158 до 647 лет назад. Пыльца из Мадхья-Прадеша, датированная тёплым периодом, предоставляет дополнительные прямые доказательства увеличения муссонных осадков. Записи с нескольких прокси-серверов с озера Покоде в Керале также отражают теплоту средневековья.

### Ближний Восток
Температура поверхности моря в Аравийском море повысилась во время Средневековый тёплый период из-за сильного муссона. Во время тёплого средневековья в Аравийском море наблюдалась повышенная биологическая продуктивность. Аравийский полуостров, и без того чрезвычайно засушливый в наши дни, был ещё более засушливым во время Средневековый тёплый период. Продолжительная засуха была основой аравийского климата примерно до 660 года до н. э., когда этот гипераридный интервал был прерван.

### Океания
В Австралии крайне мало данных как по тёплому средневековью, так и по малому ледниковому периоду. Однако свидетельства того, что в IX и X веках озеро Эйр было постоянно полно, подтверждаются террасами из гальки, построенными волнами. Это согласуется с конфигурацией, подобной Ла-Нинье, но данных недостаточно, чтобы показать, как менялся уровень озера от года к году или каковы были климатические условия в других частях Австралии.Исследование, проведённое в 1979 году в Университете Вайкато, показало:

Температуры, полученные из профиля 18O/16O в сталагмите, найденном в пещере Новой Зеландии предполагает, что Средневековый тёплый период длился примерно 1050 по 1400 год н. э, и был на 0,75 °C  теплее, чем современный тёплый период.
Дополнительные доказательства в Новой Зеландии получены из 1100-летних колец деревьев

## Последствия
Средневековый климатический оптимум обусловил во всей Европе заметный рост населения и сельскохозяйственной продукции, за счёт расширения земледельческих угодий и более высокого качества урожаев. Расширение пахотных земель способствовало формированию деревень вместо типичных для того времени отдельных хуторов и дворов. Также это развитие способствовало экспансии растущих земледельческих народов в периферийные, мало освоенные регионы с более высоким процентом населения, живущего за счёт охоты и рыбной ловли. В качестве примеров можно привести расселение немцев на восток, в лесистые земли полабских славян, а также уже упомянутую славянскую колонизацию Северо-Восточной Руси (с последующим формированием великорусской народности). Одновременно учёные отмечают сокращение площади лесов под влиянием более тёплого климата.
В летописях упоминается о виноделии в Восточной Пруссии, Померании и даже на юге Шотландии в этот период. В то же время в Норвегии восходили урожаи зерновых на широтах вплоть до полярного круга. Сокращение ледников позволило викингам на постоянной основе заселить Исландию (870 год) и Гренландию (c 986 года; в XV веке поселения были покинуты).
В других частях мира данный период был характеризован отчасти более влажным климатом, так, к примеру, есть данные о людских поселениях в пустыне Намиб.

## Оспаривание

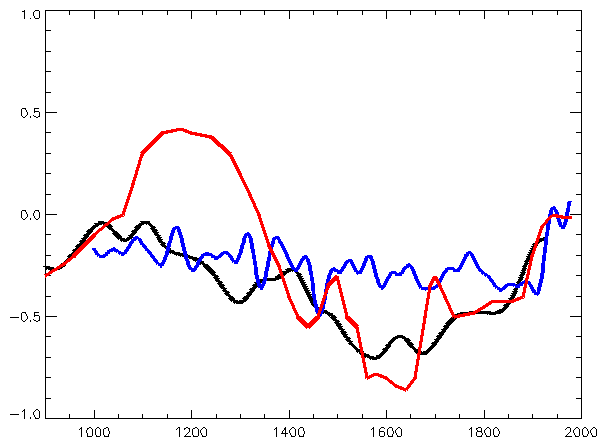
Красный график — глобальная температура из отчёта МГЭИК 1990 года, синий — из отчёта 2001 года

Некоторые специалисты оспаривают глобальное потепление во время малого оптимума. Например, позиция Межправительственной группы экспертов по изменению климата (МГЭИК, англ. IPCC) за время с 1990 года до 2001 года изменилась от признания к непризнанию средневекового оптимума (см. сравнение температурных графиков из отчётов МГЭИК справа). Один из ведущих сторонников теории антропогенного глобального потепления (АГП) Майкл Манн написал 4 июня 2003 года: «было бы хорошо постараться ограничить мнимый средневековый тёплый период, хоть у нас и нет пока реконструкции температуры для полушарий для того времени». Критики АГП утверждают, что сторонники теории занизили температуры средневекового тёплого периода безосновательно с целью объявления современных температур беспрецедентно высокими.
Тем не менее, в докладе МГЭИК 2013 года (AR5) признается реальность тёплой средневековой климатической аномалии (Medieval Climate Anomaly) в период с 950 по 1250 годы.